# Pedruzo
Pedruzo es una localidad del municipio burgalés de Condado de Treviño, en la Comunidad Autónoma de Castilla y León (España). 

## Toponimia
En el año 1025 en la Reja de San Millán, consta como Betruz.

## Localidades limítrofes
Confina con las siguientes localidades:
- Al norte con Uzquiano.
- Al este con Saraso.
- Al sureste con Argote.
- Al oeste con Armentia.

## Demografía
Evolución de la población
| Gráfica de evolución demográfica de Pedruzo entre 2000 y 2017      |
|                                                                    |
| Población de derecho (2000-2017) según el padrón municipal del INE |

## Historia
Así se describe a Pedruzo en el tomo XII del Diccionario geográfico-estadístico-histórico de España y sus posesiones de Ultramar, obra impulsada por Pascual Madoz a mediados del siglo XIX:

Lugar en la provincia, audiencia territorial y capitanía general de Burgos (21 leguas), partido judicial de Miranda de Ebro (4 ½), ayuntamiento de Treviño (3/4) y diócesis de Calahorra (16). Situado en un valle y sobre una pequeña ladera mirando hacia el N, cuyo viento es el que principalmente se hace sentir, siendo por lo mismo su clima frío, pero sano. Tiene 7 casas; una fuente dentro del pueblo, cuyas aguas son potables y delgadas; una iglesia parroquial, matriz (la Asunción), servida por un cura párroco de nombramiento del diocesano, y finalmente un cementerio junto a la misma. Confina el término N Saraso y Uzquiano; E Argote; S San Martín Galbarín y Armentia, y O este último. El terreno es de segunda y tercera clase, y le baña el río llamado Somo-Ayuda, que va a desaguar en el Zadorra; a la parte oriental del pueblo se encuentra un monte poblado de robles. Los caminos se hallan en mal estado y dirigen a Treviño y a la capital del partido. Correos: se reciben de Vitoria por el valijero de dicho Treviño. Las producciones son trigo, cebada, avena, mixtos y patatas; ganado lanar, mular y vacuno; caza de algunas perdices, y pesca de barbos, anguilas y muy buenas truchas. Industria: la agrícola. Población: 7 vecinos, 26 almas. Capital productivo: 17.300 reales. Imponible: 1.047.
Diccionario geográfico-estadístico-histórico de España y sus posesiones de Ultramar

## Cultura

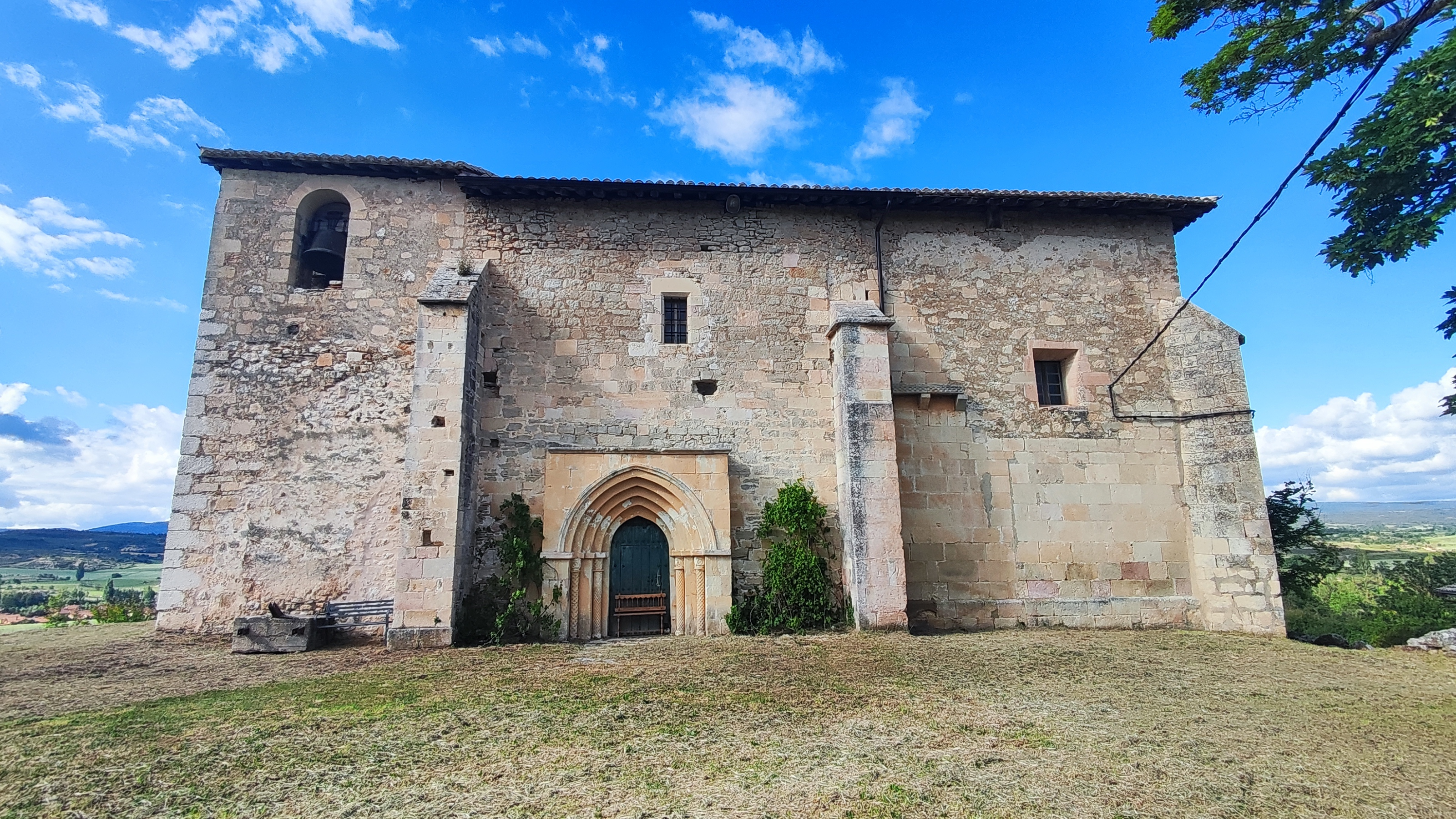
Iglesia de Nuestra Señora de la Asunción de Pedruzo

### Patrimonio material
Iglesia de Nuestra Señora de la Asunción. Portada del siglo XIII. Retablo mayor del siglo XVII.  Es una de las más antiguas del Condado de Treviño. Un probable signo que indicaría la presencia del pueblo en la ruta de los peregrinos a Santiago puede ser el relieve medieval que aparece en el ábside, en el se ve a un jinete armado, seguido por un peón, obra que recibe el nombre tradicional de Caballo de Santiago.  Junto a su portada, se celebraban las Juntas de los hombres buenos, que formaban el estado general del Condado.

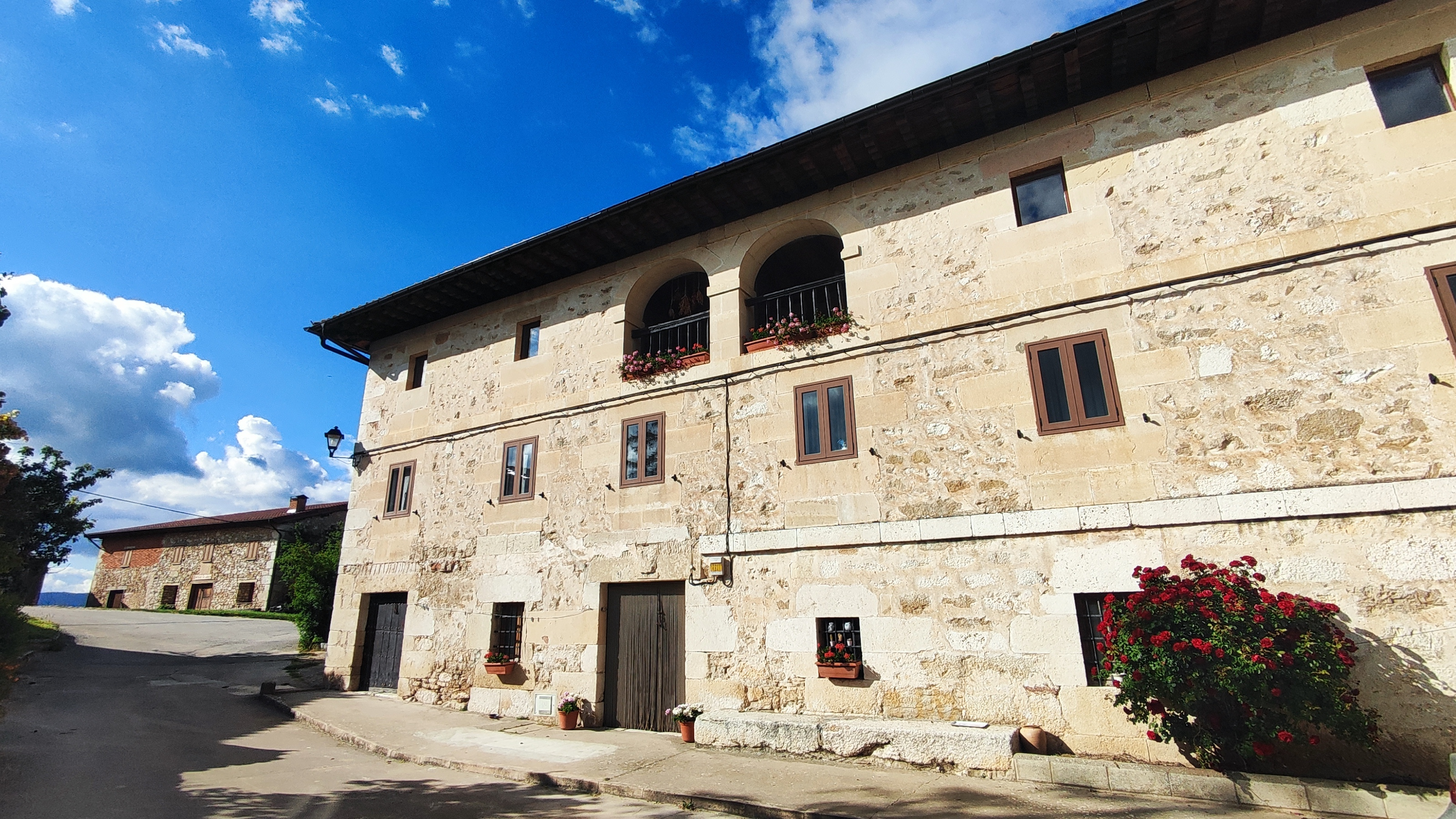
Casona del siglo XVIII

Casona del siglo XVIII, con una galería con dos arcos de medio punto y restos de un escudo sobre la puerta.
Lavadero cubierto.
Había 3 molinos que han desaparecido.
Hubo una central eléctrica.

### Patrimonio inmaterial
Las fiestas locales se celebran en agosto, por San Roque.